# Targi

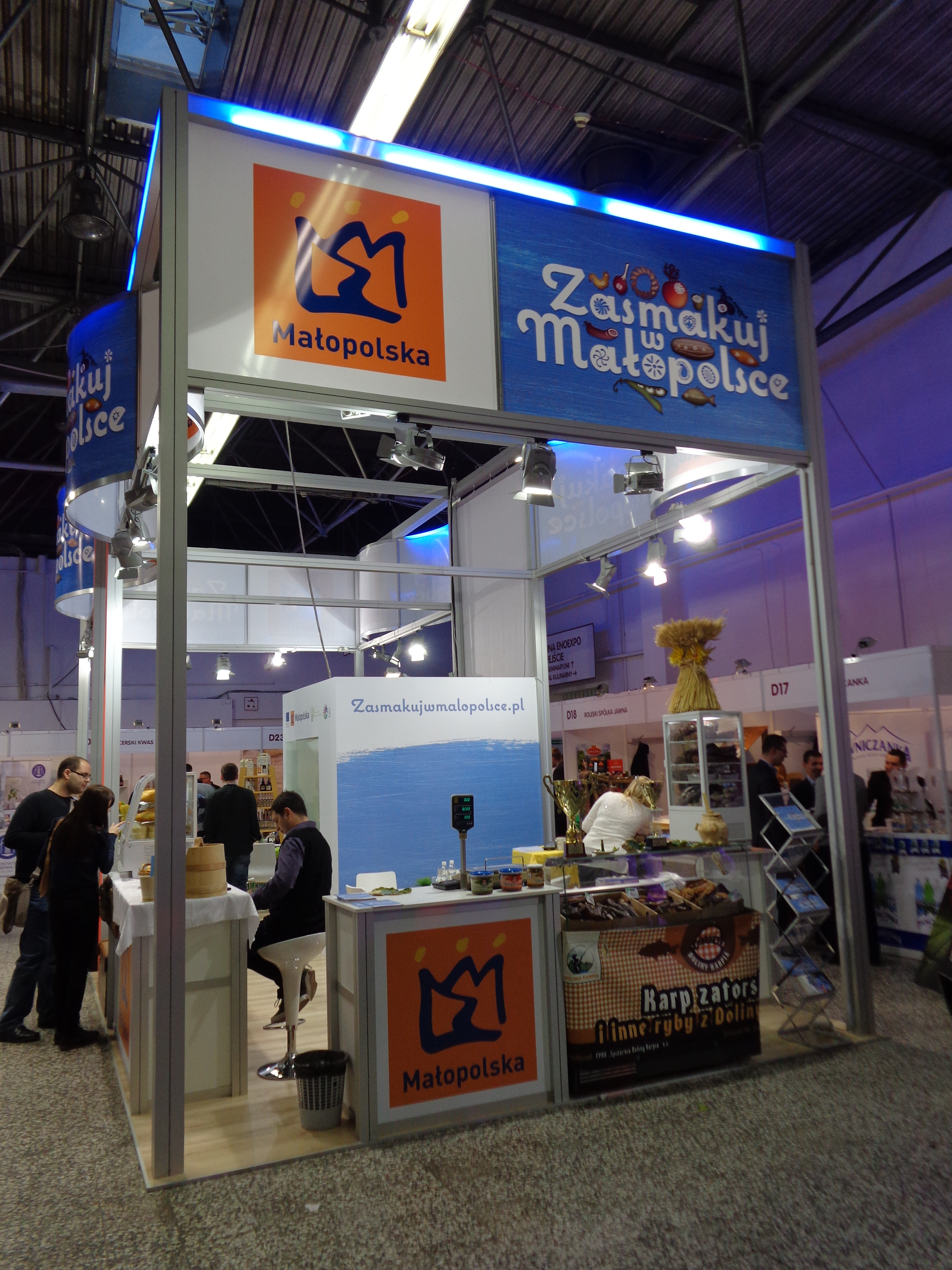
Stoisko Małopolski, promujące regionalne produkty kulinarne podczas 21. Międzynarodowych Targów Wyposażenia Hoteli i Gastronomii HORECA 2013 w Krakowie

Targi – tradycyjnie rodzaj wystawy, ekspozycji towarów na arenie międzynarodowej lub krajowej, połączonej ze sprzedażą. Obecnie pojmowane jako wydarzenia targowe – narzędzie marketingu bezpośredniego (twarzą w twarz), służące budowaniu relacji z dotychczasowymi i potencjalnymi kontrahentami. Ekspozycja targowa jest tylko jednym z elementów tworzących targi. Inne elementy wydarzenia targowego to m.in. eventy, matchmaking, konferencje i seminaria. Obserwuje się wysoką specjalizację wydarzeń targowych, koncentrację na określonych sektorach rynku. Coraz wyraźniej następuje także podział na targi typu business-to-business oraz business-to-customer.
Targi to także określenie na zespół infrastruktury, tj. hal, biur i zaplecza organizacyjnego. Największym kompleksem tego typu w Polsce jest  Ptak Warsaw Expo.
Największymi terenami targowymi w Europie dysponują Targi Frankfurt – jest to 578.000 m² powierzchni targowej w halach i na otwartym powietrzu. Na targach frankfurckich wystawia się corocznie ok. 64000 wystawców, a ekspozycje oglądane są przez ponad 4 mln odwiedzających.